# Edi Gathegi
Edi Mue Gathegi (Nairobi, Kenia, 10 de marzo de 1979), más conocido como Edi Gathegi, es un actor keniano-estadounidense. Es reconocido por interpretar a los personajes del doctor Jeffrey Cole en la serie de televisión House; por su interpretación como Laurent en las películas de Twilight (2008) y su secuela The Twilight Saga: New Moon (2009); como Darwin en X-Men: First Class (2011); como Matías Solomon en la serie The Blacklist y The Blacklist: Redemption y por su personaje de Mister Terrific en la película Superman (2025)del Universo DC.

## Biografía
Gathegi nació en Nairobi, Kenia pero creció en Albany, California. Como estudiante no declarado de la Universidad de California en Santa Bárbara, Edi estaba más interesado en jugar baloncesto, era bueno en ello hasta que se lesionó la rodilla. Esta lesión le sumió en una gran depresión por lo que tomó clases de actuación como un "camino fácil" . Allí fue donde descubrió su interés por la actuación. Más tarde, estudió en la Universidad de Nueva York un Postgrado del programa de Actuación en la Tisch School of the Arts, graduándose en 2005.  Su carrera comenzó en el teatro, y entre sus obras se encuentran: Two Trains Running en el  Old Globe Theatre, Como gustéis, Noche de reyes, Otelo, Sueño de una noche de verano, y Cyrano de Bergerac, entre otros.

## Trayectoria
Gathegi obtuvo su primer papel profesional interpretando a un taxista haitiano en la película Crank (2006) a pesar de que originalmente había audicionado para el papel de Kaylo, los productores dieron el papel a Efrén Ramírez. Para lograr el acento haitiano fue entrenado por un amigo proveniente de dicho país. En 2007, después de ser la estrella invitada en las series Lincoln Heights y Veronica Mars, Gathegi interpretó a Bodie en la película Death Sentence, a Darudi en la película The Fifth Patient y a  Cheese en Gone Baby Gone. Más tarde tuvo un papel recurrente como el doctor Jeffrey Cole, un mormón practicante en la serie de televisión House M. D.. En 2008 fue estrella invitada en CSI: Miami, CSI: En la escena del crimen y La vida en Marte. También interpretó a Laurent en Crepúsculo. Cuando Gathegi escuchó por primera vez la audición para dicha película, no había oído hablar de la saga y no era consciente de que su personaje era un vampiro. En la actualidad ha leído la totalidad de la saga y se denomina a sí mismo un gran fanático[cita requerida]. En 2009 interpretó el papel del Diputado Martin en la película San Valentín sangriento 3D y volvió a encarnar a Laurent en The Twilight Saga: New Moon, la secuela de Crepúsculo.
En 2011 se encargó de interpretar a Darwin en la película X-Men: primera generación y a Eddie Willers en La rebelión de Atlas, basada en la novela de Ayn Rand del mismo nombre. Para fines de 2014 se tiene previsto el estreno de un proyecto, el cual aún no tiene nombre, dirigido por Cameron Crowe. El film es protagonizado por Emma Stone, Rachel McAdams y Bradley Cooper. Participa en el elenco del film "La princesa de la fila" (Princess of the Row), en el que interpreta al padre de la protagonista, un exsoldado mentalmente trastornado.

## Filmografía

### Cine
| Año  | Título original                           | Rol                            | Ref.  |
| ---- | ----------------------------------------- | ------------------------------ | ----- |
| 2006 | Crank                                     | Taxista haitiano               |       |
| 2007 | Death Sentence                            | Bodie                          |       |
| 2007 | The Fifth Patient                         | Darudi                         |       |
| 2007 | Gone Baby Gone                            | Cheese                         |       |
| 2008 | Twilight                                  | Laurent                        | [ 3 ] |
| 2009 | My Bloody Valentine 3D                    | Diputado Martin                |       |
| 2009 | The Twilight Saga: New Moon               | Laurent                        | [ 4 ] |
| 2011 | This Is Not a Movie                       | Espíritu de Jimmy              |       |
| 2011 | Atlas Shrugged                            | Eddie Willers                  |       |
| 2011 | X-Men: First Class                        | Armando Muñoz / Darwin         |       |
| 2011 | The Twilight Saga: Breaking Dawn - Part I | Laurent (flashback)            |       |
| 2012 | The Twilight Saga: Breaking Dawn - Part 2 | Laurent (créditos)             |       |
| 2014 | Bleeding Heart                            | Dex                            |       |
| 2015 | Aloha                                     | Teniente coronel Curtis        |       |
| 2015 | This Isn't Funny                          | Ryan                           |       |
| 2015 | Criminal Activities                       | Marques                        |       |
| 2016 | The Watcher                               | Noah                           |       |
| 2018 | Pimp                                      | Kenny Wayne                    |       |
| 2018 | Better Start Running                      | Fitz Paradise                  |       |
| 2019 | Princess of the Row                       | Beaumont "Bo" Willis           |       |
| 2020 | The Last Thing He Wanted                  | Jones                          |       |
| 2021 | The Harder They Fall                      | Bill Pickett                   |       |
| 2021 | Caged                                     | Harlow Reid                    |       |
| 2023 | Aporia                                    | Mal                            |       |
| 2025 | Superman                                  | Michael Holt / Mister Terrific | [ 5 ] |

### Series y telefilmes
| Año       | Título                       | Rol                         | Notas                                 |
| --------- | ---------------------------- | --------------------------- | ------------------------------------- |
| 2007      | Lincoln Heights              | Boa                         | Serie de televisión; 3 episodios      |
| 2007      | Veronica Mars                | Zeke Molinda                | Serie de televisión; 1 episodio       |
| 2007      | House M. D.                  | Dr. Jeffrey 'Big Love' Cole | Serie de televisión; 7 episodios      |
| 2008      | CSI: Miami                   | Freddie Mays                | Serie de televisión; 1 episodio       |
| 2008      | CSI: En la escena del crimen | Skinny Dude                 | Serie de televisión; 1 episodio       |
| 2008      | La vida en Marte             | Fletcher Bellow             | Serie de televisión; 1 episodio       |
| 2009      | Operating Instructions       | Charlie Cole                | Película para televisión              |
| 2011      | Nikita                       | Kalume Ungara               | Serie de televisión; 1 episodio       |
| 2011      | Wild Card                    | Tres                        | Serie de televisión; 1 episodio       |
| 2012      | Phineas y Ferb               | Iggy                        | Serie de televisión; 2 episodios      |
| 2013      | The Family Tools             | Darren Poynton              | Serie de televisión; 10 episodios     |
| 2013      | Red Widow                    | Leon                        | Serie de televisión; 3 episodios      |
| 2013      | Beauty and the Beast         | Kyle                        | Serie de televisión; 3 episodios      |
| 2013-2014 | Justified                    | Jean Baptiste               | Serie de televisión; 5 episodios      |
| 2015      | The Blacklist                | Matias Solomon              | Serie de televisión; 5 episodios      |
| 2016      | The Blacklist: Redemption    | Matias Solomon              | Serie de televisión, elenco principal |
| 2016      | Startup                      | Ronald Dacey                | Serie de televisión                   |
| 2020      | Briarpatch                   | A.D. Singe                  | Serie de televisión                   |
| 2022      | For All Mankind              | Dev Ayesa                   | Serie de televisión; 3 temporadas     |

### Videojuegos
| Año  | Título original | Rol                            | Ref   |
| ---- | --------------- | ------------------------------ | ----- |
| 2025 | Fornite         | Michael Holt / Mister Terrific | [ 8 ] |

## Reconocimientos
| Año  | Premio             | Categoría | Película                  | Resultado |
| ---- | ------------------ | --- | ------------------------- | --------- |
| 2011 | Teen Choice Awards | Elección de Mejor Química en Película (compartido con los miembros del elenco Caleb Landry Jones, Jennifer Lawrence, Zoë Kravitz, entre otros) | X-Men: primera generación | Nominado  |